# Хвития, Бидзина Джандиевич
Бидзина Джандиевич Хвития (груз. ბიძინა ძანდიევიჩ ხვიტია; 28 мая 1962) — советский и грузинский футболист, выступавший на позиции хавбека.

## Биография
Родился 28 мая 1962 года. В командах мастеров выступал во второй лиге СССР в 1982 году в тбилисском «Локомотиве» и в 1988 году в составе ФК «Заря» (Калуга), заняв вместе с командой 4-е место в своей зоне. В 1990 году провёл 16 матчей в высшем дивизионе футбольного первенства Грузии в рядах «Самгурали» из Цхалтубо и «Одиши» из Зугдиди. 